# Stadhouderskade 71
Het gebouw Stadhouderskade 71 is een voormalig herenhuis aan de Stadhouderskade/Singelgracht te Amsterdam-Zuid.
Het gebouw is ontworpen door IJme Gerardus Bijvoets en is gebouwd in de eclectische bouwstijl ontworpen. Het pand maakt deel uit van een complex van vier gebouwen, die gezamenlijk in symmetrisch zijn opgetrokken. Het midden van de vier, Stadhouders 69-70, draagt de naam Singelhoven, Stadhouderskade 68 is een gemeentemonument. De symmetrie van het geheel is verloren gegaan, De bouwtekening laat zien dat het de bedoeling was dat hier vier woonhuizen kwamen te staan. De gemeentelijke gegevens vermeldden echter dat op de begane grond al vanaf de oplevering een smidse gevestigd is geweest. Een grote vroege verbouwing vond plaats in de late jaren tien van de 20e eeuw. De pianohandel Houillier en Roland van L.J.C.Houillier en E.H. Roland, tevens eigenaar van het pand, werd hier toen gevestigd, die laatste had al een winkel op Stadhouderskade 63 en kwam hierheen. Houillier kwam uit de binnenstad. Zij lieten de voorgevel van de begane grond verbouwen tot passend bij een bedrijfsruimte. Al vrij snel daarna werd de eerste verdieping ook aangepast tot bedrijfsruimte. Daarbij sneuvelde opnieuw de voorgevel, maar ook een aan te passen tussenvloer. Er kwam een glasgevel met hijsbalk om piano's in en uit te takelen. In de Tweede Wereldoorlog zaten in het gebouw een aantal onderduikers. De gevel etc. kreeg op 12 maart 1945 een aantal kogels te verwerken als gevolg van de fusillade in het Eerste Weteringplantsoen. Die fusillade vond als represaille plaats. De stukken gevel werden begin 21e eeuw verwijderd en verplaatst naar het Verzetsmuseum van de Rivierenbuurt. De voorgevel kreeg toen isolerende beglazing. Voorts is de gehele indeling van het gebouw gewijzigd, zodat het alleen nog enkele uiterlijke kenmerken van de symmetrie heeft overgehouden.
De bouwtekening vermeldt dat het terrein waarop gebouwd werd in eigendom was van Bernardus Cornelius Hanssen. Hanssen leefde van 1836 tot 1 maart 1916 en was getrouwd met Grietje Kiekens 1848-1936. Zijn laatste verblijfsadres was wat later bekend zou worden als de Valeriuskliniek. Het gezin woonde toen nog aan de Stadhouderskade 73. Dat is dan ook de plaats waar hun dochter Grietje Hanssen in datzelfde jaar overleed op 36-jarige leeftijd
Van Hanssens hand verschenen meer gebouwen in Amsterdam, zoals Sarphatistraat 80 en Leeuwenhoekstraat 3-7.